# Josep Castaño i Colomer
Josep Castaño i Colomer (Barcelona, 1931 - 2000) fou un mestre mercantil i sindicalista català.

## Biografia
El 1946 Josep Castaño i Colomer ingressà a la Joventut Obrera Cristiana (JOC), de la qual arribà a ser vocal responsable a Catalunya el 1951. Del 1957 al 1959 va treballar al secretariat de la JOC a Brussel·les i el 1962 en la fundació de l'editorial Nova Terra. Entre el 1960 i el 1970 col·laborà amb Comissions Obreres i amb la Unió Sindical Obrera, i des del 1974 s'incorporà a Convergència Democràtica de Catalunya. Del 1975 al 1981 fou president de la Fundació Roca i Galés per a fomentar el cooperativisme, el 1981 fou nomenat director general de Cooperatives de la Generalitat de Catalunya i el 1985 director de l'Institut per a la Promoció i la Formació de Cooperatives, càrrec que va ocupar fins a la seva jubilació el 1996. El 2011 es publicà una biografia de Josep Castaño.

## Fons personal
El seu fons personal es conserva a l'Arxiu Nacional de Catalunya. El fons conté documentació aplegada per Josep Castaño, relacionada amb associacions sindicals (UGT, CCOO, CNT, USO, SOC, etc.; eleccions sindicals; convenis), amb partits polítics (eleccions generals, propaganda electoral, CDC, PSAN, etc.) i amb fets socials i religiosos corresponents al període 1960-1975. En aquest sentit, es conserven informes, manifestos, programes, prospectes, publicacions, etc. També, és interessant destacar el conjunt de monografies i publicacions periòdiques que aplega el fons relacionades amb aquests temes. I finalment, un petit apartat de documentació sobre l'Editorial Nova Terra (actes, correspondència, catàlegs, etc.).